# Folgoët
Folgoët (bret. Ar Folgoad) – miejscowość i gmina we Francji, w regionie Bretania, w departamencie Finistère.
Według danych na rok 1990 gminę zamieszkiwały 3094 osoby, a gęstość zaludnienia wynosiła 317 osób/km² (wśród 1269 gmin Bretanii Folgoët plasuje się na 169. miejscu pod względem liczby ludności, natomiast pod względem powierzchni na miejscu 844.).